# Liisa-Maria Sneck
Liisa-Maria Sneck, född den 10 november 1968 i Helsingfors i Finland, är en finländsk ishockeyspelare.
Hon tog OS-brons i damernas ishockeyturnering i samband med de olympiska ishockeytävlingarna 1998 i Nagano.